# Mutiny on the Bounty (1962)
Mutiny on the Bounty is een Amerikaanse avonturenfilm uit 1962 onder regie van Lewis Milestone. Het scenario is gebaseerd op waargebeurde feiten en op de gelijknamige roman uit 1932 van de Amerikaanse auteurs Charles Nordhoff en James Norman Hall.
De film werd genomineerd voor zeven Oscars en drie Golden Globes.

## Verhaal
In 1787 vaart het schip de Bounty van Engeland naar Tahiti. William Bligh is de kapitein van het schip en hij wil dat iedereen zich aan zijn strenge regels houdt. Bligh moet in Tahiti broodbomen gaan halen en vervoeren naar Jamaica, waar de broodbomen zullen dienen als goedkoop voedsel voor de slaven.
De tocht naar Tahiti is zwaar en onderweg stelt kapitein Bligh zich op als een echte beul. Hij is erg onpopulair en dat merkt ook zijn rechterhand, eerste luitenant Fletcher Christian. Bligh wil carrière maken, terwijl Christian eerder bezorgd is om de levensomstandigheden van de matrozen. Door zo snel mogelijk op de bestemming aan te komen probeert Bligh een goede beurt te maken. Maar het plan dreigt te mislukken en Bligh dwingt de matrozen om zich nog harder in te zetten.
Wanneer de Bounty aankomt, ontdekken de zeelui een heel nieuwe wereld. Tahiti is een echt paradijs. Terwijl enkele mannen proberen te deserteren, valt Christians oog op de mooie Maimiti. Bligh probeert nog steeds zichzelf te overtreffen en neemt meer broodbomen mee dan gevraagd werd. Hij rantsoeneert het drinkwater van de matrozen om de planten in leven te houden, maar houdt weer geen rekening met de mening van anderen. Uiteindelijk botsen de karakters van Bligh en Christian. Bligh is woedend en zal er alles aan doen om Christian te laten boeten. Christian voelt de bui hangen en weet dat hij niets meer te verliezen heeft. Met behulp van muiterij krijgt Christian de controle over het schip. Bligh wordt met de manschappen die hem trouw zijn gebleven op een bootje gezet.
Daarna vaart Christian terug naar Tahiti en vervolgens naar de Pitcairneilanden, waar hij zich verbergt voor de Britse Admiraliteit. Maar de anderen vrezen dat Christian wil terugvaren naar "de beschaving". Ze denken dat hij zijn gelijk wil halen via een rechtszaak. Om ervoor te zorgen dat hij niet meer weg kan, steken ze het schip in brand. Christian probeert de brand te blussen, maar raakt dodelijk gewond tijdens deze actie.

## Rolverdeling
| Acteur         | Personage          |
| -------------- | ------------------ |
| Marlon Brando  | Fletcher Christian |
| Trevor Howard  | William Bligh      |
| Richard Harris | John Mills         |
| Hugh Griffin   | Alexander Smith    |
| Richard Haydn  | William Brown      |
| Tarita         | Maimiti            |
| Percy Herbert  | Matthew Quintal    |
| Duncan Lamont  | John Williams      |
| Gordon Jackson | Edward Birkett     |
| Chips Rafferty | Michael Byrne      |
| Noel Purcell   | William McCoy      |
| Ashley Cowan   | Samuel Mack        |
| Eddie Byrne    | John Fryer         |
| Frank Silvera  | Minarii            |
| Tim Seely      | Ned Young          |

## Filmprijzen

### Oscars
De film werd genomineerd voor zeven Oscars.
- Beste film
- Beste camerawerk
- Beste oorspronkelijke muziek
- Beste oorspronkelijke lied
- Beste montage
- Beste speciale effecten
- Beste decor

### Golden Globes
De film werd genomineerd voor drie Golden Globes.
- Beste film
- Beste muziek
- Beste actrice